# 金關丈夫
金關丈夫（1897年2月18日—1983年2月27日），筆名林熊生，日本香川縣仲多度郡榎井村（今琴平町）生人，解剖學者、人類學者。

## 生平
由於金關丈夫雙親皆為衛理公會信徒，故幼年即受洗為基督徒。明治43年（1910年）4月，金關丈夫13歲即進入儒學教育著名的藩校「閒谷黌」岡山分黌就讀。1919年7月，自第三高等學校畢業，同年9月進入京都帝國大學醫學部就讀，1923年畢業後擔任該校解剖學教室的助手。
大正13年（1924年）1月，受足立文太郎教授的指引，金關開始研究人類學，同時受教於清野謙次教授學習病理學，及濱田耕作教授帶領下接觸考古學。同年3月，與新潟縣小野鈴藏的四女みどり結婚，並在岳父的指導下學習古美術鑑賞。
大正14年（1925年）升為助教授，主講骨學，之後也於大谷大學、京都帝國大學文學部史學科授課。昭和4年（1929年）1月，進行琉球人掌紋調查及人骨採集的研究，昭和5年（1930年）9月，以《琉球人的人類學研究》取得京都帝國大學醫學博士學位。昭和8年（1933年）4月，金關丈夫與三宅宗悅一同前往遼東半島，參加東亞考古會的「關東州羊頭漥發掘調查」。昭和9年（1934年）9月，受命為台北醫專解剖學與人類學的海外研究學者，由臺灣出發前往法國南部的馬賽港。
昭和11年（1936年）3月任台北帝國大學醫學部解剖學教授，與森於菟教授（日本文豪森鷗外之長子）共同負責該校醫學院的籌設工作。同時也從事人類學、考古學、民俗學的研究，曾多次進行史前遺跡發掘與原住民體質調查。1941年參與創辦《民俗台灣》月刊，又以「林熊生」為筆名，發表偵探小說《船中的殺人》、《龍山寺的曹老人》。
昭和17年（1942年）1月，與移川子之藏、宮本延人、國分直一一同進行台南州大湖遺跡的發掘調查。昭和18年（1943年）8月，與國分直一進行台中州營埔遺跡發掘。昭和18年（1943年）12月，於萬華有明町發掘貝塚。
二戰結束後，國民政府留用為台灣大學教授，1948年5月，與國分直一進行小琉球漁民的體質調查及考古調查。1949年，受228事件的影響，返回日本。任教於九州大學、鳥取大學、帝塚山學院大學等。1979年與國分直一合著《台灣考古誌》。
昭和54年（1979年）3月，自帝塚山學院大學退休，後於天理市岩室町的自宅整理個人著作。昭和58年（1983年）2月27日早上，因心肌梗塞逝世，享年86歲。

## 著作

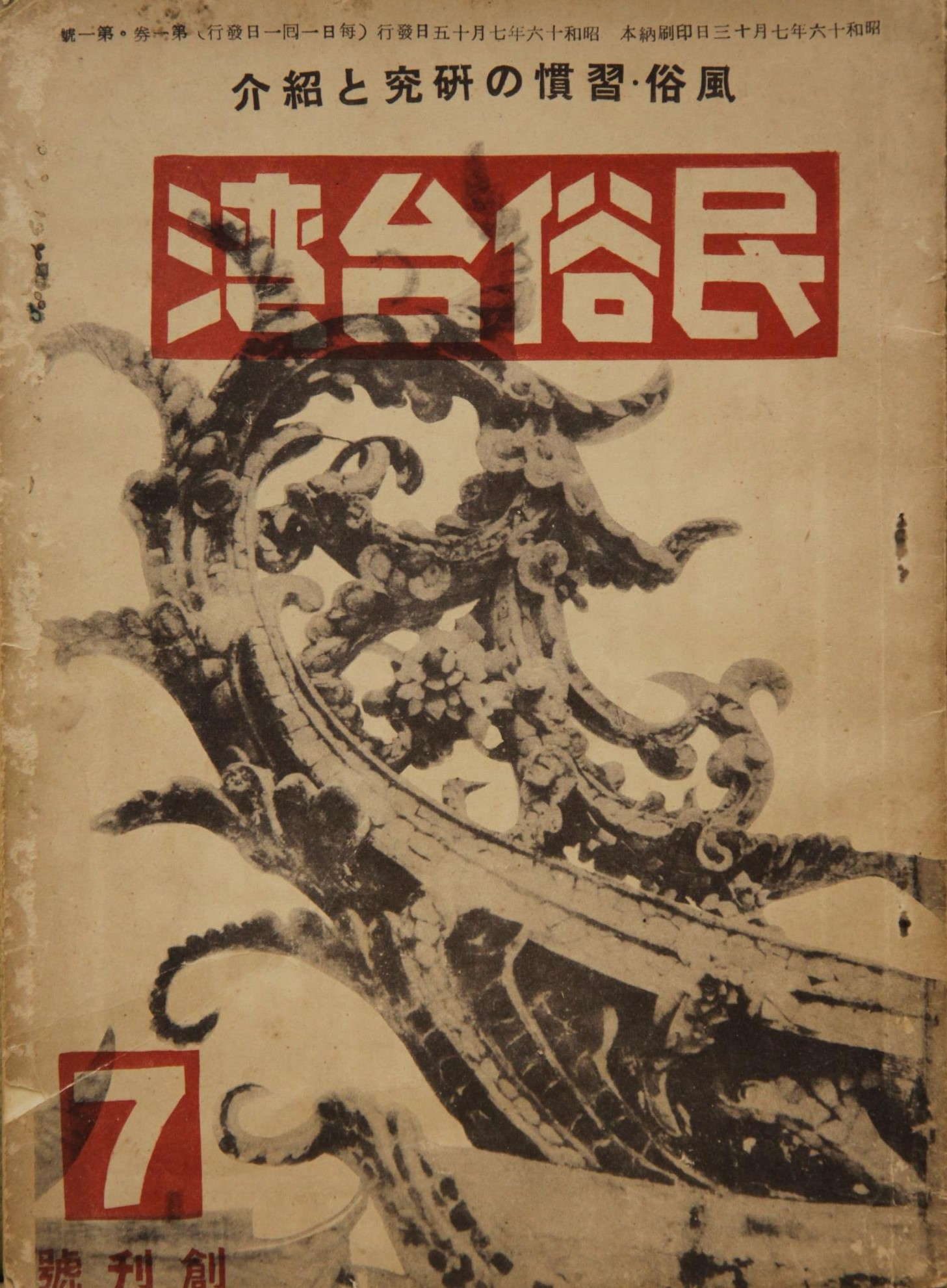
民俗台灣創刊號

- 人類起源論（1928）。金關丈夫與清野謙次（日语：清野謙次）合著。
- 海南島住民の人類學的研究調查（1942）
- 海南島重合盆地の黎族（1942）
- 胡人の匈ひ（1943）
- 船中的殺人（1943）
- 龍山寺的曹老人．入船莊事件（1945）
- 龍山寺的曹老人．幽靈屋敷（1945）
- 龍山寺的曹老人．謎之男（1947）
- 日本民族的起源（1976）
- 南方文化誌（1977）
- 文藝博物誌（1978）
- 形質人類誌（1978）
- 琉球民俗誌（1978）
- 孤燈之夢（1979）
- 台灣考古誌（1979）
- 長屋大學（1980）
- 南之風 創作集（1980）

## 著作在戰後的出版情況

### 台灣
目前為止(2011/10/01)，已知的有：
- 金關丈夫、國分直一/著、譚繼山/譯，《台灣考古誌 光復前後先史遺跡考證》，武陵出版社，1990年。
- 金關丈夫、末初保/編，《民俗台灣》，台北市：南天書局，1990年、1998年二刷。本書係民俗臺灣月刊合訂本。

### 日本
目前為止(2011/10/20)，已知的有：
- 金關丈夫、國分直一/著，《台灣考古誌》，東京 : 法政大學出版局，1979年。
- 金關丈夫/著，《琉球民俗誌》，東京 : 法政大學出版局，1978年。
- 金關丈夫/著、河原功等人/編，《船中の殺人:龍山寺の曹老人》，東京: ゆまに書房，2001年。

## 相關書籍
目前為止(2011/10/20)，已知的有：
- 金關丈夫博士古稀記念委員會，《日本民族と南方文化》，東京：平凡社，1968年。

## 相關詞條
- 伊能嘉矩
- 森丑之助
- 鳥居龍藏
- 鹿野忠雄
- 宮本延人
- 移川子之藏
- 安倍明義
- 馬淵東一
- 國分直一
- 淺井惠倫
- 千千岩助太郎
- 土田滋